# Звільнення лінії
Звільнення лінії - тактичний прийом, при якому лінія звільняється від фігур, що заважають завдати вирішального удару.
У шаховій композиції тактичний елемент комбінації - звільнення лінії від фігур, що перешкоджають проведенню маневру іншою фігурою.
- Просте звільнення лінії, в завданні: фігури білих звільняють лінію, а фігури чорних відволікаються від неї, потім білі завдають вирішального удару по цій лінії.
- Тематичне звільнення лінії : фігура здійснює маневр уздовж лінії, звільняючи її для іншої фігури. Див. наприклад бристольська тема, індійська тема, теми Лойда, Наннінга тема, Пароша тема, Рангелова тема, Тертона, Цеплера — Тертона, Бруннера — Тертона тощо.